# Pallottolino e il leone
Pallottolino e il leone (Bout-de-Zan et le Lion) è un cortometraggio muto del 1913 diretto da Louis Feuillade.

## Produzione
Il film fu prodotto dalla Société des Etablissements L. Gaumont.

## Distribuzione
Distribuito dalla Société des Etablissements L. Gaumont, uscì nelle sale cinematografiche francesi nel novembre 1913.
Il 10 febbraio 1914, il film uscì negli Stati Uniti, distribuito dalla Exclusive Supply Corporation con il titolo inglese Tiny Tim and the Lion.